# Назаров, Владимир Титович
Назаров Влади́мир Ти́тович (31 января 1936, Витебск — 6 февраля 2013, Рига) — советский и белорусский учёный, профессор, доктор наук. Автор более 200 научных работ ,

## Биография
В 1959 году окончил Рижский политехнический институт. В 1960 году стал мастером спорта СССР по спортивной гимнастике. С 1968 года кандидат наук.
В 1962—1986 годах преподавал и вёл научную работу в Рижском политехническом институте. В 1982—1994 годах заведующий кафедрой биомеханики Белорусского государственного института физической культуры. После распада СССР передал управление кафедрой Н. Б. Сотскому, а сам долгое врем работал в Германии и других европейских странах, где продолжил свою научную деятельность.
Последние годы жизни провёл в Риге, где возглавлял институт «Nazarov Stimulation». Умер 6 февраля 2013 года.

## Биомеханическая стимуляция
первые основы биомеханической стимуляции (БМС) заложены в начале 1970-х годов на базе Белорусского государственного института физической культуры и спорта в городе Минске.
Главным критерием возникновения БМС стало развитие физических качеств спортсменов в различных видах спорта.
На оборудовании, созданном на основе метода Назарова, занимались киноактёр Клинт Иствуд, певцы Мадонна и Нил Янг.

### Список произведений

#### Книги
- Упражнения на перекладине: Некоторые вопросы механики, техники выполнения, методики обучения. — М.: Физкультура и спорт, 1973. — 135 с.
- Движения спортсмена. — Минск: Полымя, 1984. — 176 с.
- Биомеханическая стимуляция: явь и надежды. — Минск: Полымя, 1986. — 95 с. — (За здоровьем и долголетием). — 70,000 экз.
- Оптимизация человека. — Рига: Ин-т стимуляции Назарова, 1997. — 188 с. — ISBN 3-00-001138-2.
- Конструкция жизни. — Рига: Ин-т стимуляции Назарова, 2006. — 88 с. — ISBN 9984-19-861-8.

#### Статьи
- Один из способов управления механической энергией тела гимнаста при оборотах на перекладине // Теория и практика физической культуры : журнал. — М., 1966. — № 3. — С. 25—26. — ISSN 0040-3601.
- Математическая и электронная функциональная модель для исследования техники оборотов на перекладине // ТиПФК : журнал. — М., 1966. — № 6. — С. 63—65. — ISSN 0040-3601.
- Механика вращательных движений человека вокруг фиксированной оси // ТиПФК : журнал. — М., 1967. — № 10. — С. 19—22. — ISSN 0040-3601.
- Механические основы техники исполнения соскоков сальто с перекладины // ТиПФК : журнал. — М., 1968. — № 5. — С. 6—10. — ISSN 0040-3601.
- Определение положения тела гимнаста в пространстве // ТиПФК : журнал. — М., 1968. — № 12. — С. 59—60. — ISSN 0040-3601.
- О механическом моделировании техники исполнения гимнастических упражнений // ТиПФК : журнал. — М., 1969. — № 12. — С. 14—17. — ISSN 0040-3601.
- О взаимных перемещениях звеньев тела спортсмена в свободном полете // ТиПФК : журнал. — М., 1970. — № 6. — С. 31—34. — ISSN 0040-3601.
- Совм. с Киселёвым В. Г. Относительные моменты сил, развиваемых гимнастами в плечевых и тазобедренных суставах // ТиПФК : журнал. — М., 1971. — № 10. — С. 63—65. — ISSN 0040-3601.
- О биомеханическом аспекте обучения в технической подготовке гимнастов // ТиПФК : журнал. — М., 1972. — № 5. — С. 20—23. — ISSN 0040-3601.
- Совм. с Кузенко Б. П. К механике взаимодействия спортсмена с опорой // ТиПФК : журнал. — М., 1974. — № 3. — С. 19—22. — ISSN 0040-3601.
- Совм. с Кузенко Б. П. О влиянии внешнего момента силы на характер движения спортсмена в условиях твёрдой опоры // ТиПФК : журнал. — М., 1974. — № 9. — С. 18—20. — ISSN 0040-3601.
- Механика перехода спортсмена из опорной в безопорную фазу движения // ТиПФК : журнал. — М., 1977. — № 3. — С. 24—26. — ISSN 0040-3601.
- Совм. с Жилинским П. В. Ускоренное развитие подвижности в плечевых суставах спортсменов // ТиПФК : журнал. — М., 1984. — № 10. — С. 28—30. — ISSN 0040-3601.
- Совм. со Спиваком Г. А. Развитие силовых качеств спортсменов методом биомеханической стимуляции // ТиПФК : журнал. — М., 1987. — № 12. — С. 37—39. — ISSN 0040-3601.
- Совм. с Киселёвым В. Г. и Юлиным А. И. Коррекция биомеханической структуры шага спортсмена в беге между барьерами методом биомеханической стимуляции // Вопр. теории и практики физ. культуры и спорта : сборник. — Минск, 1989. — Вып. 19. — С. 83—87.
- Совм. с Поляковым Т. Д. Биомеханическая стимуляция и концентрация внимания стрелка // Вопр. теории и практики физ. культуры и спорта : сборник. — Минск, 1989. — Вып. 19. — С. 87—89.
- Красота через здоровье // Kosmetik Baltikum : журнал. — Рига, 2000. — № 1. — С. 94—95.